# Alexandru Chipciu

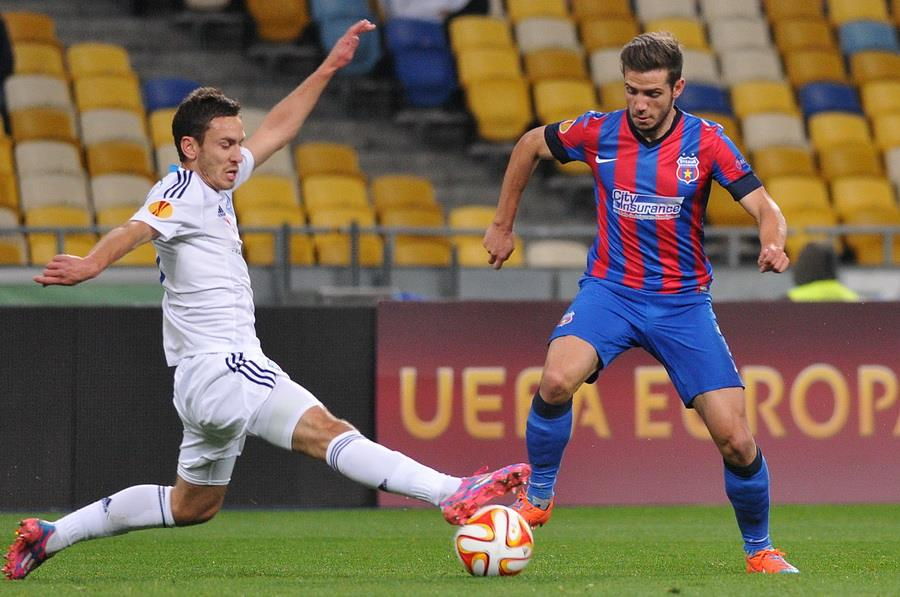
Alexandru Chipciu în meciul Dinamo Kiev-FC Steaua 3-1, pe

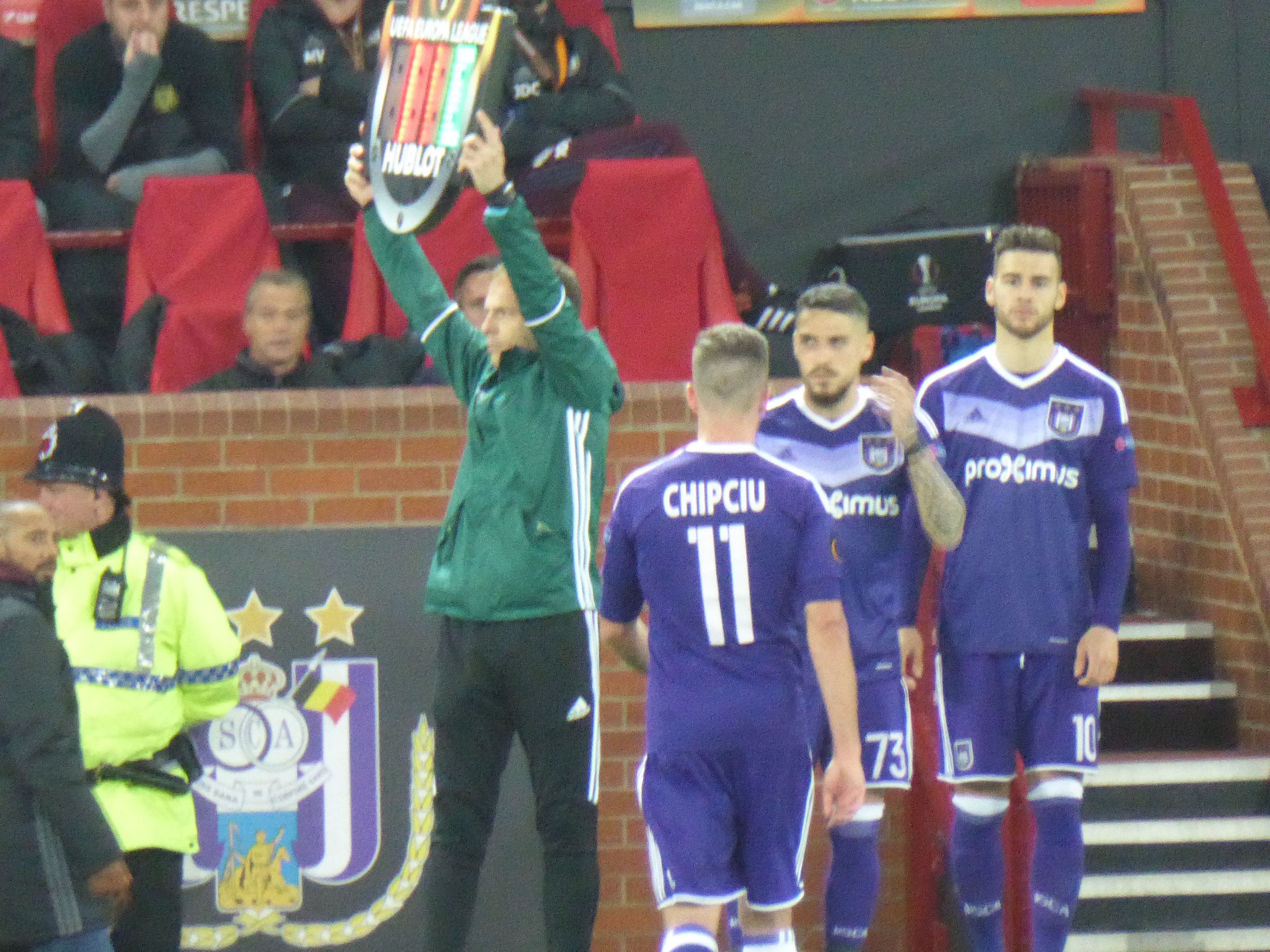
Stanciu înlocuindu-l pe Chipciu într-un meci jucat contra lui Manchester United în UEFA Europa League, 20 aprilie 2017

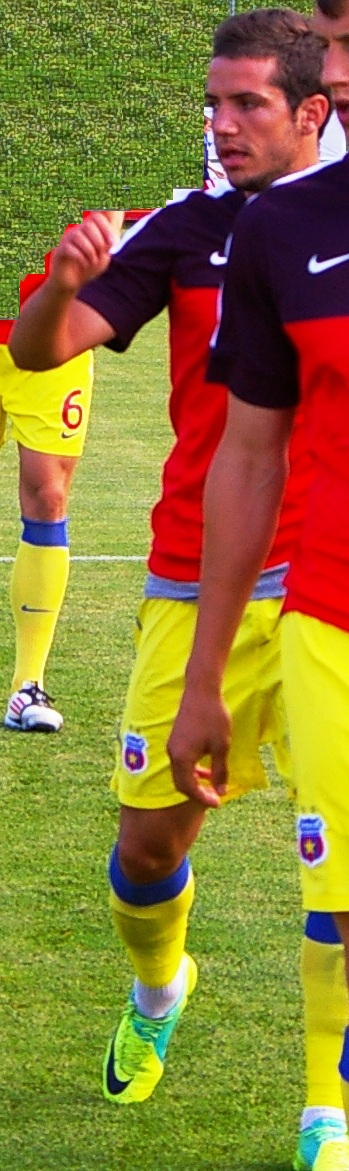
Chipciu antrenându-se la FC Steaua

Alexandru Mihăiță Chipciu (n. 18 mai 1989, Brăila, România) este un fotbalist român, care joacă pe post de mijlocaș lateral la U Cluj în SuperLiga României. Pe plan internațional, are prezențe la națională pentru România Sub-17, România Sub-19 și România.

## Cariera
A venit la Brașov în ianuarie 2007, la un moment în care se făceau schimbări importante în structura echipei brașovene: Dinu Gheorghe era noul președinte, Mihai Stoica era instalat antrenor principal pentru 6 luni, urmând să fie înlocuit de Răzvan Lucescu din vară, iar în lot erau numeroase veniri și plecări. A jucat 13 meciuri în acel retur de Liga a II-a și a înscris de 4 ori.
Au urmat două sezoane în care a fost împrumutat la Forex respectiv Brăila, dar în acest timp clubul său FC Brașov avea rezultate remarcabile cu noul antrenor - promovare de pe primul loc și locul 9 în Liga I.
Revenit la Brașov în sezonul 2009-2010, a debutat în Liga I alături de echipa brașoveană, aflată atunci sub comanda lui Viorel Moldovan, în meciul de campionat cu Politehnica Iași din 11 mai 2010, când a intrat ca rezervă în minutul 77, în locul lui Stelian Stancu. În meciul din etapa următoare, când brașovenii au trecut cu 6–0 de Gloria Bistrița, a fost introdus din minutul 74, iar la numai 3 minute a marcat primul său gol în Liga I, cel de 5–0 pentru Brașov.
Din sezonul următor, a preluat tricoul cu numărul 7 la Brașov și a devenit titularul postului său, în urma plecărilor numeroase de jucători de la echipă în intersezon. La finalul turului, era al doilea marcator după Robert Ilyeș și jucătorul cu cele mai multe pase decisive din echipă.
În sezonul 2011–2012 a purtat la echipa de club tricoul cu numărul 10 și a debutat și la echipa națională pe data de 10 august 2011, într-un meci contra echipei statului San Marino.
La 22 decembrie 2011, Chipciu a semnat un contract valabil cinci ani cu FC Steaua. În primul sezon jucat pentru roș-albaștrii, a marcat trei goluri și a oferit șapte pase decisive. Forma bună l-a recomandat în continuare pentru echipa națională, pentru care o realizare remarcabilă a fost în meciul cu Ungaria în deplasare, din martie 2013, în care, intrat pe final de meci, a marcat golul egalării în minutele de prelungiri. În același an, spre finalul sezonului, s-a accidentat grav în meciul cu Dinamo, suferind o fractură de tibie. Din acel moment, o serie mai lungă de accidentări, culminând cu entorsa la genunchi suferită în meciul cu Astra Giurgiu la sfârșitul lui 2015, i-au erodat constant forma și a început să fie contestat de suporteri. Cu toate acestea, a reușit să obțină convocarea pentru lotul național de la turneul final al Campionatului European din 2016, Iordănescu ezitând între a-l convoca pe el sau pe Florin Maxim, un alt jucător aflat într-o eclipsă de formă.
După apariția la Euro și nemulțumit de atitudinea fanilor Stelei către el, Chipciu a căutat să plece de la echipă, iar managementul clubului a acceptat oferta de 3 milioane de euro de la RSC Anderlecht.

## Goluri internaționale
| # | Data              | Stadion                                                 | Oponent  | Scor | Rezultat | Competiția                                             |
| - | ----------------- | ------------------------------------------------------- | -------- | ---- | -------- | ------------------------------------------------------ |
| 1 | 15 noiembrie 2011 | Stadion Schnabelholz, Altach, Austria                   | Grecia   | 3–1  | 3–1      | Meci amical                                            |
| 2 | 22 martie 2013    | Stadionul Ferenc Puskás, Budapesta, Ungaria             | Ungaria  | 2–2  | 2–2      | Calificările pentru Campionatul Mondial de Fotbal 2014 |
| 3 | 4 iunie 2014      | Stade de Genève, Geneva, Elveția                        | Algeria  | 1–1  | 1–2      | Meci amical                                            |
| 4 | 8 octombrie 2016  | Stadionul Republican „Vazgen Sargsyan”, Erevan, Armenia | Armenia  | 0–5  | 0–5      | Calificările pentru Campionatul Mondial de Fotbal 2018 |
| 5 | 11 octombrie 2018 | Stadionul LFF, Vilnius, Lituania                        | Lituania | 0–1  | 1–2      | UEFA Nations League 2018–2019 Divizia C                |

## Statistici carieră

### Cluburi
(Corect la 17 mai 2016)
| Club                    | Sezon         | Campionat | Campionat | Cupă    | Cupă   | Cupa Ligii | Cupa Ligii | Europa  | Europa | Altele  | Altele | Total   | Total  |
| Club                    | Sezon         | Meciuri   | Goluri    | Meciuri | Goluri | Meciuri    | Goluri     | Meciuri | Goluri | Meciuri | Goluri | Meciuri | Goluri |
| ----------------------- | ------------- | --------- | --------- | ------- | ------ | ---------- | ---------- | ------- | ------ | ------- | ------ | ------- | ------ |
| FC Brașov               | 2006–07       | 15        | 4         | ?       | ?      | —          | —          | —       | —      | —       | —      | 15      | 4      |
| FC Brașov               | 2007–08       | 10        | 0         | 1       | 1      | —          | —          | —       | —      | —       | —      | 11      | 1      |
| Forex Brașov (împrumut) |               |           |           |         |        |            |            |         |        |         |        |         |        |
| 2008–09                 | 6             | 0         | ?         | ?       | —      | —          | —          | —       | —      | —       | 6      | 0       |        |
| Total                   | Total         | 6         | 0         | ?       | ?      | —          | —          | —       | —      | —       | —      | 6       | 0      |
| CF Brăila (împrumut)    |               |           |           |         |        |            |            |         |        |         |        |         |        |
| 2008–09                 | 18            | 4         | 0         | 0       | —      | —          | —          | —       | —      | —       | 18     | 4       |        |
| Total                   | Total         | 18        | 4         | 0       | 0      | —          | —          | —       | —      | —       | —      | 18      | 4      |
| FC Brașov               |               |           |           |         |        |            |            |         |        |         |        |         |        |
| 2009–10                 | 2             | 1         | 0         | 0       | —      | —          | —          | —       | —      | —       | 2      | 1       |        |
| 2010–11                 | 31            | 3         | 5         | 1       | —      | —          | —          | —       | —      | —       | 36     | 4       |        |
| 2011–12                 | 18            | 5         | 2         | 0       | —      | —          | —          | —       | —      | —       | 20     | 5       |        |
| Total                   | Total         | 76        | 13        | 8       | 2      | —          | —          | —       | —      | —       | —      | 84      | 15     |
| FC Steaua               |               |           |           |         |        |            |            |         |        |         |        |         |        |
| 2011–12                 | 14            | 2         | —         | —       | —      | —          | 0          | 0       | —      | —       | 14     | 2       |        |
| 2012–13                 | 27            | 6         | 1         | 0       | —      | —          | 13         | 2       | —      | —       | 41     | 8       |        |
| 2013–14                 | 22            | 6         | 4         | 1       | —      | —          | 3          | 0       | —      | —       | 29     | 7       |        |
| 2014–15                 | 26            | 3         | 4         | 1       | 4      | 1          | 10         | 2       | 1      | 1       | 45     | 8       |        |
| 2015–16                 | 27            | 7         | 4         | 1       | 1      | 1          | 6          | 0       | 1      | 0       | 39     | 9       |        |
| Total                   | Total         | 116       | 24        | 13      | 3      | 5          | 2          | 32      | 4      | 2       | 1      | 168     | 34     |
| Total carieră           | Total carieră | 216       | 41        | 21      | 5      | 5          | 2          | 32      | 4      | 2       | 1      | 276     | 53     |

## Palmares
FC Steaua
- Liga I (3): 2012–13, 2013–14, 2014-15
- Supercupa României (1): 2013
- Cupa României (1): 2014-2015
- Cupa Ligii (2): 2014-2015, 2015-2016

CFR Cluj
- Liga I (3): 2019–20, 2020–21, 2021-22
- Supercupa României (1): 2020

Anderlecht
- Prima Ligă Belgiană (1): 2016–17
- Supercupa Belgiei (1): 2017